# Le Fils du loup
Le Fils du loup (titre original : The Son of the Wolf) est une nouvelle américaine de Jack London initialement publiée aux États-Unis en 1899 puis en 1900 dans le recueil de nouvelles du même nom. Elle parait en France en 1926.

## Résumé
L'histoire se déroule dans le Yukon, à une époque où le Klondike n'est pas encore réputé pour ses ressources en or. Scruff Mackenzie a passé vingt-cinq ans dans cette région, dont les deux dernières à chercher de l'or au-delà du cercle arctique, quand il est saisi de l'envie de prendre femme. Il se rend dans un campement de farouches amérindiens, les Sticks. Il gagne la confiance de leur chef Thling-Tinneh et séduit sa fille, la jeune Zarinska. Mais il doit affronter l'opposition du chaman et des autres membres de la tribu des « fils du Corbeau », qui ne voient en lui qu'un homme blanc, un « fils du Loup », venu voler leurs femmes. Ce n'est qu'à l'issue d'un combat qu'il pourra partir avec sa fiancée.

## Les personnages
Dans ce livre, Jack London brosse le portrait de plusieurs personnages :
- le chaman : le chaman est un prêtre médecin.
- Zarinska : la fille du chef. Scruff Mackenzie tombe amoureux d’elle.
- Scruff Mackenzie : le fils du loup, il aime Zarinska.

## Quelques clefs
Dans cette nouvelle, les hommes blancs sont qualifiés par les indiens de «fils du Loup» car ils en ont l'arrogance et l'aspect prédateur. Les indiens reprochent aux blancs de contribuer à leur extinction en prenant leurs femmes. Scruff Mackenzie incarne la victoire de l'homme blanc, celui qui est plus fort, en plus grand nombre. Si, par ses paroles, il peut sembler raciste, plusieurs commentateurs , soulignent que le roman met en évidence les propres contradictions de Scruff, civilisé et sauvage, n'hésitant pas à prendre son épouse parmi les indiens, admirant leur résistance aux conditions de vie extrême et respectant leur tradition.